# 小行星18020
小行星18020（18020 Amend）是一颗绕太阳运转的小行星，为主小行星带小行星。该小行星于1999年5月13日发现。

## 轨道参数
小行星18020的轨道半长轴为2.8965678 UA，离心率为0.069。